# Круглая церковь (Ричмонд)

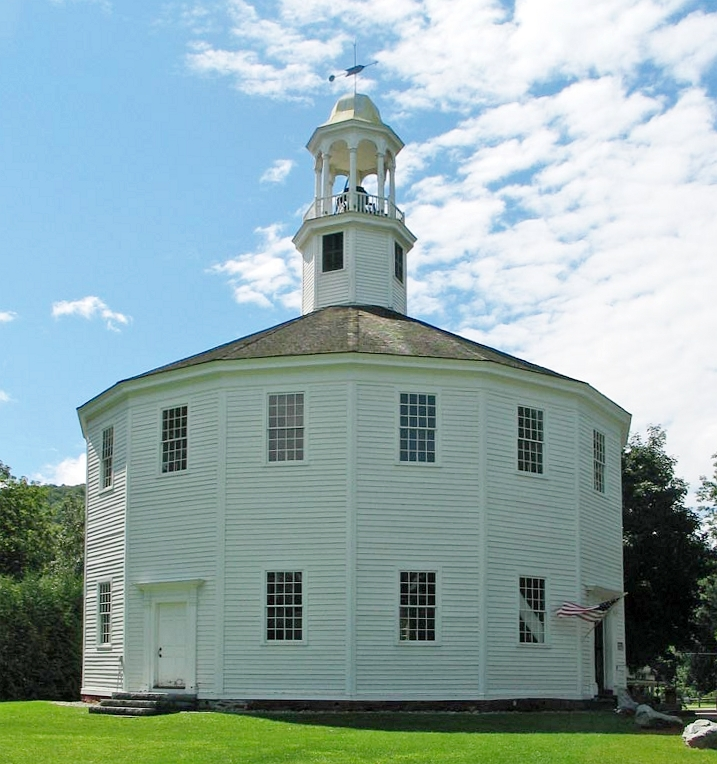

Круглая церковь (Старая Круглая церковь, англ. Round Church) — церковь в Ричмонде (Вермонт).
Церковь представляет собой здание в виде 16-стороннего многоугольника, построенное в 1812—1814 гг. под руководством Уильяма Родса для использования пятью протестантскими конгрегациями: адвентистами, баптистами, конгрегационалистами, методистами и универсалистами.
В настоящее время церковь принадлежит Историческому обществу Ричмонда, доступна для посещений в конце лета-начале осени. В здании иногда проводятся религиозные церемонии.
Старая Круглая церковь — национальный исторический памятник с 1996 года, один из 17-ти в Вермонте.